# Palacio de Minería
El Palacio de Minería de la Ciudad de México es una de las obras maestras de la arquitectura neoclásica en América. Fue diseñado y construido entre 1797 y 1813 por el escultor y arquitecto español Manuel Tolsá, como sede del Real Seminario de Minería y Real Tribunal de Minería de Nueva España y a petición de su director, el conocido minerólogo Fausto Elhuyar. Posteriormente albergó a otras instituciones como la Universidad Nacional, la Escuela de Ingenieros, el Colegio de Minas y el Instituto de Física de la Universidad Nacional Autónoma de México. En la actualidad es un museo que pertenece a la Facultad de Ingeniería de la UNAM. Se ubica en la calle de Tacuba frente a la plaza Manuel Tolsá y frente a la estatua ecuestre de Carlos IV de España esculpida también por Tolsá.
El Palacio de Minería, obra maestra del citado arquitecto, está considerado como el mejor exponente de la arquitectura neoclásica en México y como  uno de los mejores ejemplos de esta corriente arquitectónica en el continente americano. Al formar parte del conjunto arquitectónico del centro histórico de la Ciudad de México, es en consecuencia Patrimonio de la humanidad desde 1987.

## Historia

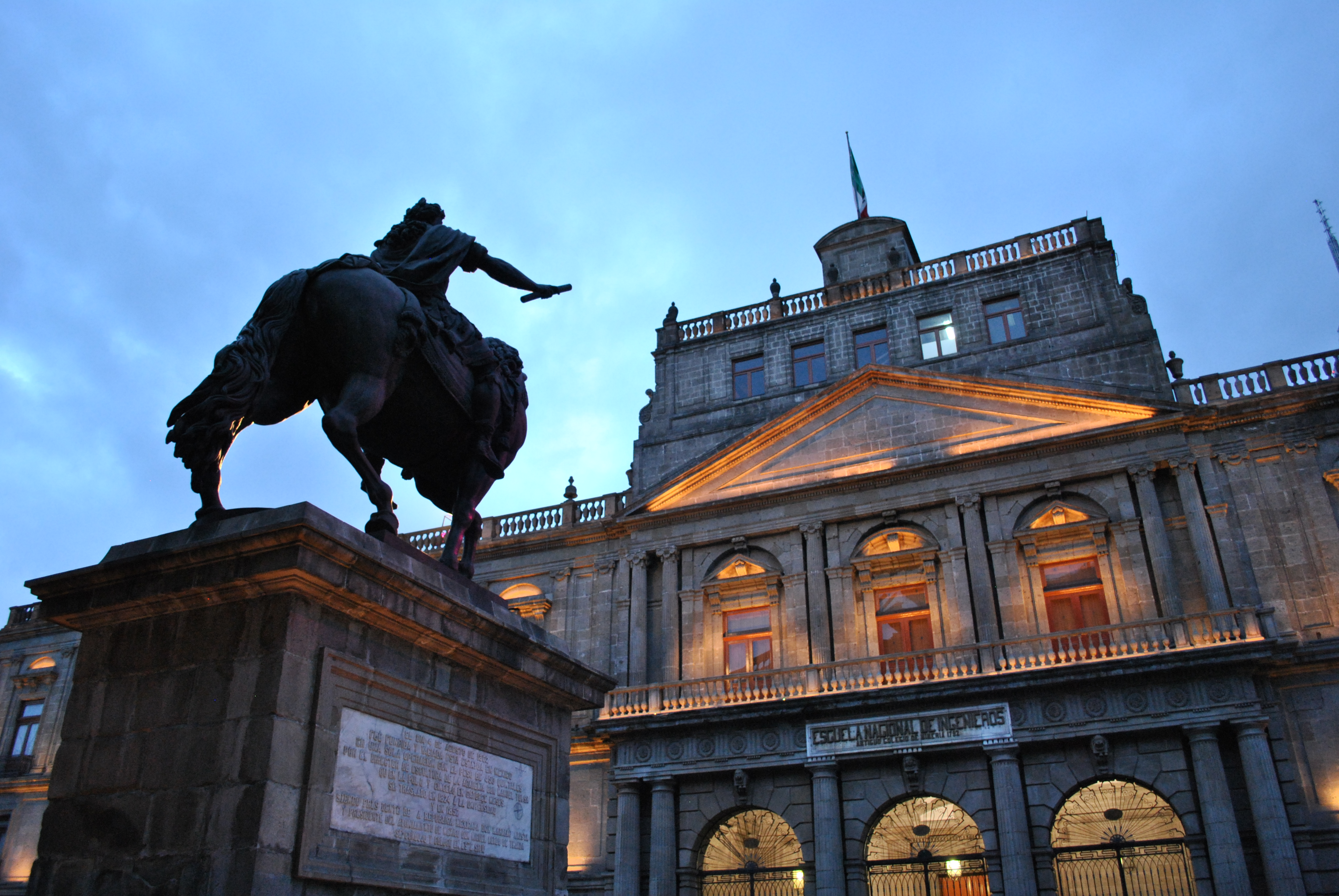
Puerta del palacio, con la estatua ecuestre de Carlos IV en primer plano.

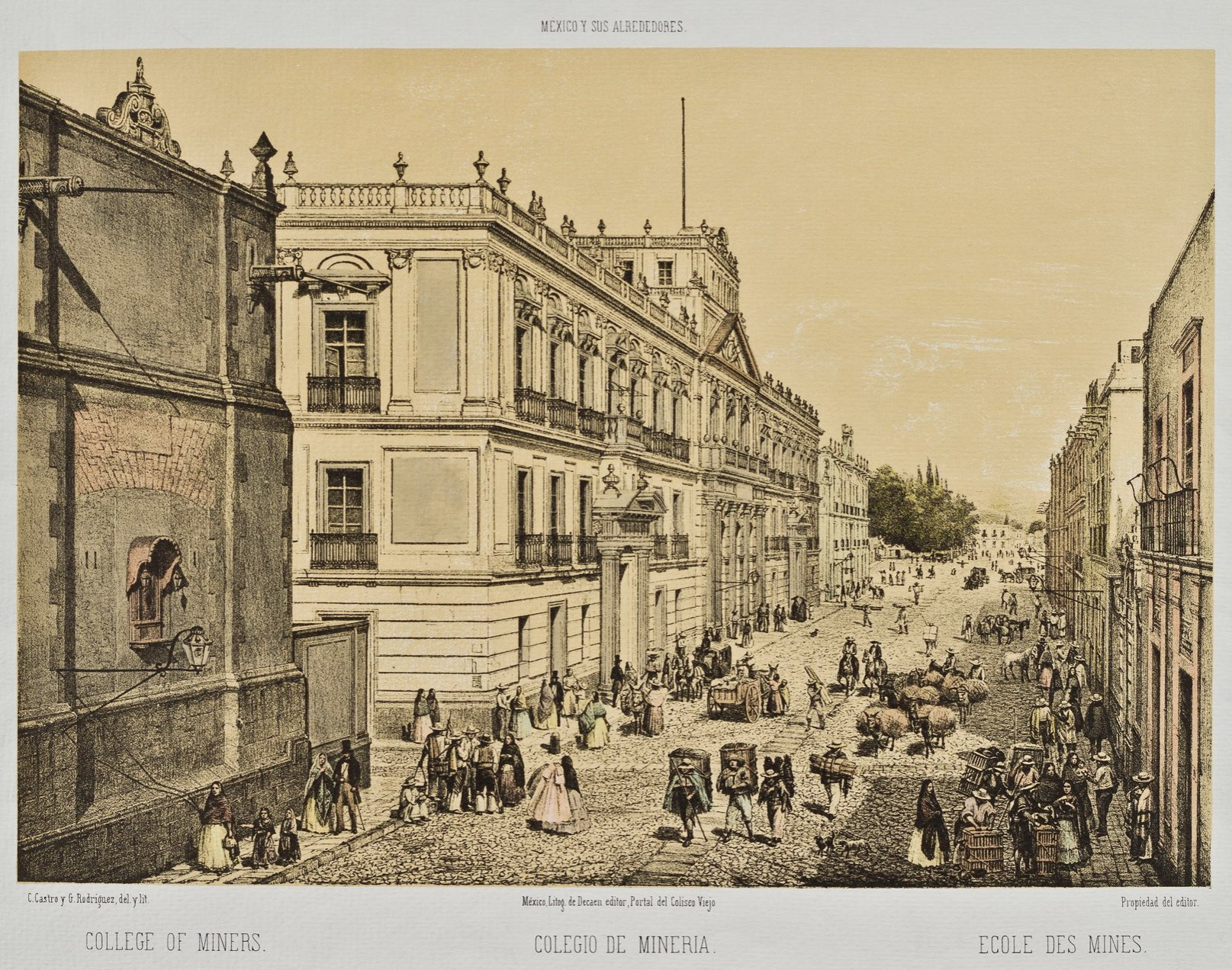
Palacio de Minería (Colegio de Minería), en la calle de Tacuba, Ciudad de México. Obra de Casimiro Castro., litografía.

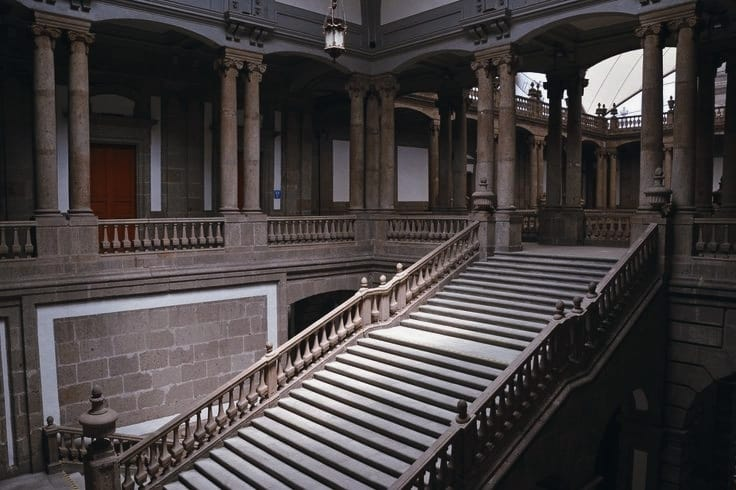
Vestíbulo del palacio de minería

La historia del Palacio de Minería, se remonta a 1793 cuando el Real Colegio de Minas de la Nueva España adquirió el predio donde ahora se asienta este edificio con la ayuda del virrey Juan Vicente de Güemes, II conde de Revillagigedo, encargando el proyecto y la construcción del mismo al destacado arquitecto Manuel Tolsá, también autor de la Estatua ecuestre de Carlos IV, conocida como "El Caballito", la última etapa de construcción de la Catedral Metropolitana de la Ciudad de México, las esculturas de las virtudes teologales –fe, esperanza y caridad– que se encuentran en la portada principal de esta, altar de la iglesia de la Profesa –centro histórico de la Ciudad de México– la escultura de talla en madera conocida como la Purísima, entre otras.
El Palacio de Minería fue uno de los primeros edificios diseñados exprofeso para la enseñanza de la ingeniería y la metalurgia, situación que adquiere mayor relevancia si se tiene en cuenta que la minería era la principal actividad económica de la Nueva España y unas de las principales fuentes de riquezas del Imperio español. De tal suerte, el Palacio de Minería refleja en su sobria y elegante arquitectura de cuidadas proporciones, el ideal ilustrado de razón y orden para alcanzar el conocimiento, y como ese conocimiento podría transformar favorablemente la realidad a través de una explotación científica de los recursos mineros, constituyéndose así en una de las primeras instituciones orientadas al desarrollo tecnológico en América. 

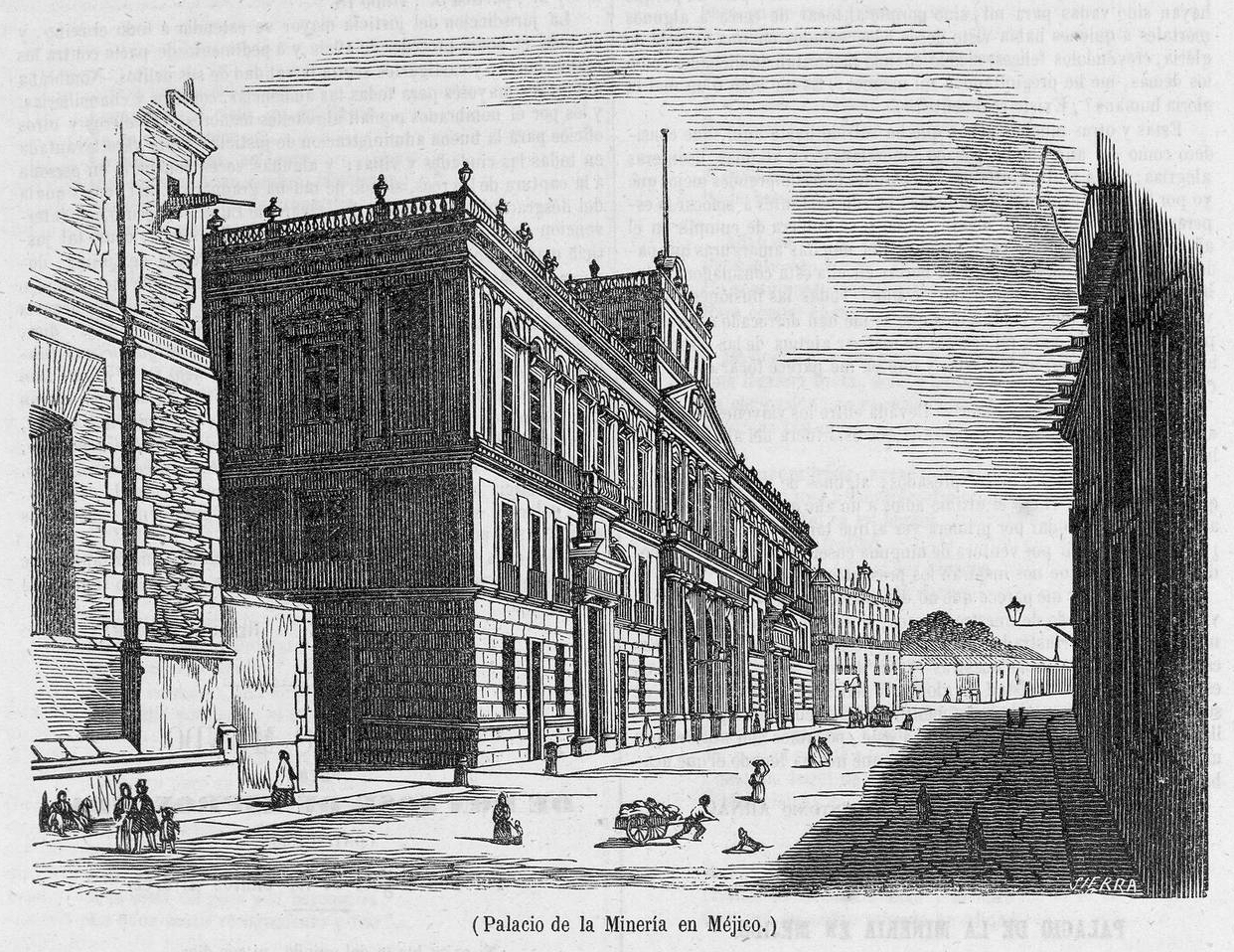
«Palacio de la Minería en Méjico» (Semanario Pintoresco Español, 1853)

Tras las revueltas militares ocurridas durante la primera mitad del siglo XIX y tras una reconstrucción parcial sin alterar el proyecto original de Manuel Tolsá, por parte del arquitecto Antonio Villard, el Palacio de Minería permaneció cerrado e incluso se pensó en utilizarlo como mansión imperial de Maximiliano de Habsburgo antes de que este eligiera al Castillo de Chapultepec como su residencia. Durante la intervención norteamericana de 1847, las tropas invasoras ocuparon el patio principal del Palacio de Minería. En 1877, una parte del edificio se destinó al Ministerio de Fomento durante la presidencia de Porfirio Díaz, y en 1913 albergó a la Secretaría de Agricultura. En 1909, su salón de actos fue habilitado como sede de la Cámara de Diputados, y el 1 de diciembre de 1910, Porfirio Díaz rindió protesta como presidente de la República en su séptima y última reelección. 
Años más tarde, el Palacio de Minería tuvo distintos usos hasta que en 1867 recobró su vocación original al alojar a la Escuela Especial de Ingenieros. Al inaugurarse Ciudad Universitaria en 1954, el primer año de la Facultad de Ingeniería se trasladó allí, dejando en el Palacio de Minería secciones de ingeniería petrolera, geología y topografía hasta 1964, cuando todas las áreas fueron reubicadas en C.U. 
En el interior de este magnífico edificio sobresalen especialmente su patio, el salón de actos, la Antigua capilla de la Virgen de Guadalupe así como sus fastuosas escalinatas, que han sido inmortalizadas por varios artistas y grabadores a lo largo de la historia. 
Actualmente el Palacio de Minería forma parte del patrimonio de la UNAM, y en él se realizan distintas conferencias, diplomados, y eventos entre ellos la anual Feria Internacional del Libro (FIL), uno de los mayores eventos literarios de la ciudad, en el que se dan cita cada año editoriales de todo el mundo de habla hispana. Asimismo es sede del Museo Manuel Tolsá, el Acervo Histórico, el Centro de Información y Documentación "Ing. Bruno Mascanzoni", así como de diferentes agrupaciones gremiales, entre las que se encuentran la Sociedad de Exalumnos de la Facultad de Ingeniería (SEFI), el Colegio de Ingenieros Petroleros de México y la Academia Mexicana de Ingeniería. El Palacio de Minería alberga una biblioteca con más de 184 mil volúmenes, incluyendo ejemplares del siglo XVIII, libros de la Asociación de Ingenieros y Arquitectos y publicaciones de la Sociedad Científica Antonio Alzate. También conserva una colección de tesis de la Facultad de Ingeniería desde 1981. Originalmente diseñado como laboratorio de ensaye de materiales, su estantería de madera fina permanece en excelente estado. En 1999, se inauguró el Museo Manuel Tolsá en la parte noreste del edificio.

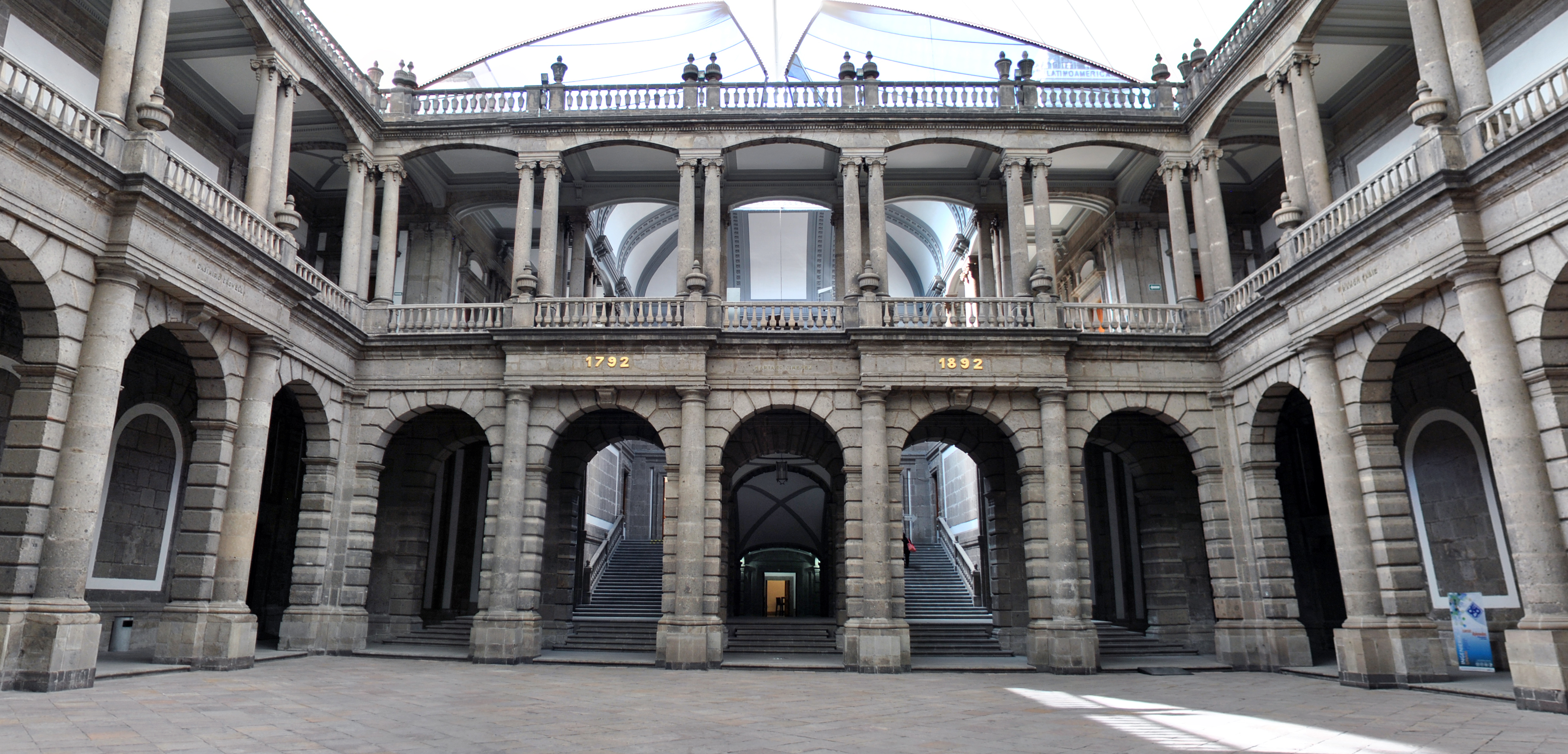
Patio principal del palacio.